# Fais Village
Fais Village är en ort i Mikronesiska federationen.   Den ligger i kommunen Fais Municipality och delstaten Yap, i den västra delen av landet, 2 000 km väster om huvudstaden Palikir. Fais Village ligger 5 meter över havet och antalet invånare är 215. Den ligger på ön Fais Island.
Terrängen runt Fais Village är mycket platt.  Fais Village är det största samhället i trakten. 